# Simon Boccanegra

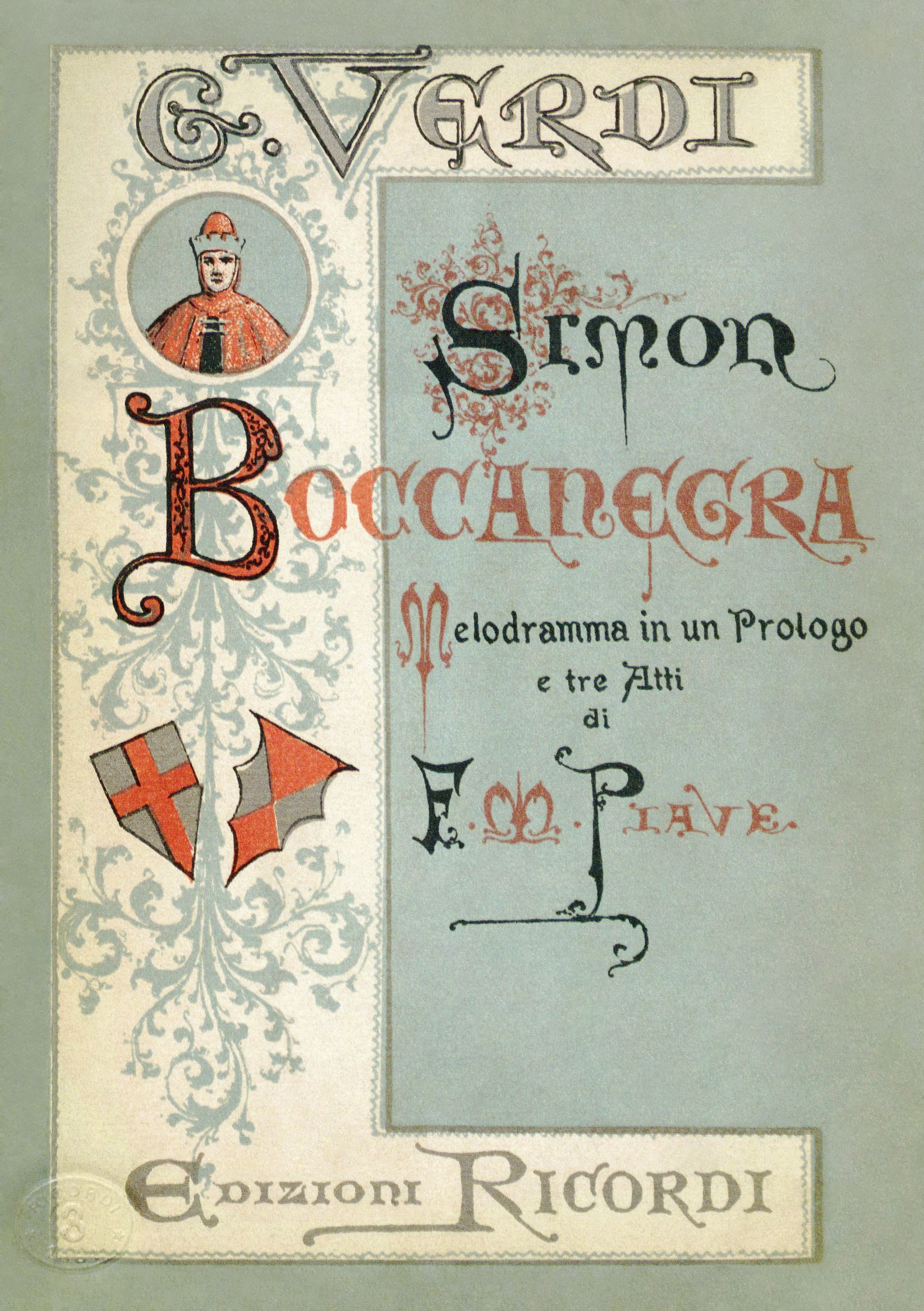
Libretto van de versie van 1881

Simon Boccanegra is een opera met een proloog en drie bedrijven van Giuseppe Verdi op een Italiaans libretto van Francesco Maria Piave, gebaseerd op het toneelstuk Simón Bocanegra van Antonio García Gutiérrez. De première vond plaats in het Teatro La Fenice in Venetië op 12 maart 1857.
De definitieve versie, met veranderingen in de tekst van Arrigo Boito werd voor het eerst uitgevoerd in La Scala, Milaan op 24 maart 1881.

## Rolverdeling
- Simon Boccanegra, een zeerover in dienst van Genua, later de eerste Doge van Genua - bariton
- Maria Boccanegra, zijn dochter, onder de naam van Amelia Grimaldi - sopraan
- Jacopo Fiesco, een edelman uit Genua, onder de naam van Andrea Grimaldi - bas
- Gabriele Adorno, een heer uit Genua - tenor
- Paolo Albiani, een goudsmid en kanselier van de Doge - bas
- Pietro, een populair leider in Genua en hoveling - bariton
- Kapitein van de boogschutters - tenor
- Amelia's dienares - mezzosopraan
- Soldaten, zeelieden, het volk, senatoren, hoflieden van de Doge, gevangenen - koor

## Synopsis
Plaats van handeling: in en rond Genua.
Tijd: het midden van de 14e eeuw.

### Proloog
Paolo Albiani haalt Pietro over om de nominatie van Simon Boccanegra als doge van Genua te ondersteunen. Boccanegra is bereid deze functie op zich te nemen, omdat hij denkt dat Jacopo Fiesco hem vervolgens wel toestemming zal verlenen zijn dochter te trouwen, die Fiesco angstvallig verborgen houdt, juist om dat te voorkomen, dit ondanks het feit dat Boccanegra al een dochter, Maria, bij haar verwekt heeft. Als Fiesco arriveert is deze overmand door verdriet omdat zijn dochter overleden is (aria: "Il lacerato spirito"). Hij vertelt dit echter niet aan Boccanegra. Fiesco wil zich alleen verzoenen met Boccanegra als die hem zijn kleindochter laat opvoeden. Het kind is echter op onverklaarbare wijze verdwenen. Als Boccanegra op onderzoek uitgaat vindt hij het dode lichaam van zijn geliefde, terwijl het volk van Genua verrukt is over de verkiezing van Simon als de nieuwe doge.

### Eerste bedrijf
Scène 1: Vijfentwintig jaar later
De doge heeft veel van zijn politieke tegenstanders verbannen en hun bezittingen geconfisqueerd. In het kasteel van de Grimaldi's smeedt Fiesco, die om ontdekking te vermijden de naam Andrea Grimaldi gebruikt, complotten met diens tegenstanders om hem omver te werpen. In hun onwetendheid hebben de Grimaldi's Boccanegra's kind (en dus Fiesco's kleinkind) geadopteerd nadat zij haar als wees in een klooster tegenkwamen. Zij hebben haar Amelia genoemd, en hopen zo dat zij erfgenaam kan worden van de familiebezittingen, aangezien hun zonen verbannen zijn. Amelia wacht op haar minnaar, Gabriele Adorno (aria: "Come in quest'ora bruna"). Als hij verschijnt waarschuwt ze hem voor de gevaren van de politieke samenzwering. De komst van de doge wordt aangekondigd. Amelia, die vreest dat ze gedwongen zal worden om met Paolo te trouwen, dringt er bij Adorno op aan haar vader om toestemming te vragen om met haar te trouwen. Deze stemt toe en onthult dat Amelia eigenlijk maar een arme vondelinge is. Wanneer Adorno zegt dat dat hem niets kan schelen, geeft Fiesco zijn zegen voor het huwelijk. Dan komt Boccanegra binnen. Hij vergeeft Amelia's verbannen broers. Desondanks weigert ze om met Paolo te trouwen. Wanneer ze Simon Boccanegra vertelt over haar adoptie realiseert hij zich dat ze zijn lang verloren dochter is. Zij zijn vervuld van vreugde, maar besluiten hun ontdekking nog geheim te houden. Als Paolo vervolgens van Boccanegra te horen krijgt dat zijn voorgenomen huwelijk niet doorgaat is hij woedend, en besluit om Amelia te ontvoeren.
Scène 2: De senaat
De doge probeert de senaat over te halen geen oorlog aan te gaan met Venetië. Buiten schreeuwt een woedende menigte. Ze trekken Adorno naar voren als de moordenaar van Lorenzino, die geprobeerd heeft Amelia te ontvoeren in opdracht van een onbekend hooggeplaatst persoon. Adorno bekent, en wil ook Boccanegra te lijf gaan omdat hij denkt dat die de opdrachtgever is. Amelia weet dit echter te verhinderen (aria: "Nell'ora soave"). Boccanegra laat Adorno in ieder geval voorlopig arresteren (aria: "Plebe! Patrizi! Popolo!"). Hij vermoedt dat Paolo de persoon is die hiervoor verantwoordelijk is, en draagt deze op namens hem een banvloek over de onbekende opdrachtgever uit te spreken.

### Tweede bedrijf
Paolo bespreekt zijn plan om Boccanegra te vermoorden met Fiesco, maar die weigert mee te werken. Paolo vertelt dan aan Adorno dat Amelia de minnares is van de doge, hopend dat Adorno Boccanegra uit woede zal vermoorden. Net voordat Amelia binnenkomt barst Adorno in woede en jaloezie uit (aria: "Sento avvampar nell'anima"). Adorno beschuldigt haar van ontrouw. Zij vertelt hem dat ze alleen van hem houdt, maar verzwijgt dat Boccanegra haar vader is, vooral omdat Adorno's familie door de doge is vermoord. Adorno verstopt zich als Boccanegra binnenkomt. Amelia bezweert Boccanegra dat zij voor Adorno zou willen sterven. Boccanegra wil Adorno wel vergeving schenken. Hij drinkt een glas wijn waarin een slaapmiddel is gedaan en valt in slaap. Als Adorno vervolgens probeert hem te vermoorden houdt Amelia hem tegen. Boccanegra ontwaakt en onthult dat Amelia zijn dochter is. Adorno smeekt om vergeving (aria: "Perdon, Amelia... Indomito") en belooft voor de doge te zullen strijden.

### Derde bedrijf
Boccanegra heeft zijn tegenstanders overwonnen. Paolo is ter dood veroordeeld omdat hij leiding gaf aan de opstand tegen de doge. Fiesco is uit de gevangenis vrijgelaten. Paolo vertelt Fiesco dat hij erin geslaagd is Boccanegra te vergiftigen. Fiesco confronteert Boccanegra, die stervende is, met de waarheid. Deze herkent inmiddels zijn oude vijand, maar is gelukkig dat hij hem kan vertellen dat Amelia zijn kleindochter is. Fiesco voelt berouw en vertelt Boccanegra over het vergif. Adorno en Amelia, net getrouwd, vinden haar vader en grootvader die zich met elkaar verzoend hebben. Boccanegra vraagt Adorno hem op te volgen, en nadat de doge gestorven is roept Fiesco hem als de nieuwe doge uit.

## Geselecteerde opnamen
| Jaar | Rolverdeling (Boccanegra, Maria, Adorno, Fiesco)                        | Dirigent, operagezelschap en orkest                                | Label                                                      |
| ---- | ----------------------------------------------------------------------- | ------------------------------------------------------------------ | ---------------------------------------------------------- |
| 1958 | Tito Gobbi, Victoria de los Ángeles, Giuseppe Campora, Boris Christoff  | Gabriele Santini, koor en orkest van het Teatro dell'Opera di Roma | Audio-cd: EMI Cat: CDMB 63513 (Digitally remastered, 1990) |
| 1973 | Piero Cappuccilli, Katia Ricciarelli, Plácido Domingo, Ruggero Raimondi | Gianandrea Gavazzeni, koor en orkest van de RCA Italiana Opera     | Audio-cd: RCA                                              |
| 1995 | Vladimir Chernov, Kiri Te Kanawa, Plácido Domingo, Robert Lloyd         | James Levine, koor en orkest van de Metropolitan Opera             | Dvd: Deutsche Grammophon Cat: 00440 073 0319               |

Noot: "Cat:" is een afkorting voor catalogusnummer van het label; "ASIN" is een referentienummer van amazon.com.